# Angren
Angren è una città dell'Uzbekistan sita nella regione di Tashkent.
L'insediamento venne fondato nel 1946 sulle rive dell'omonimo fiume come centro per lo sfruttamento del carbone.
Oltre ad essere un centro minerario (lignite), è sede di cementifici, impianti termoelettrici e cokerie, nonché depositi di caolino.